# Madeleine-Céleste Durancy
Madeleine-Céleste Durancy (París, 1746 - 1780) fou una cantant dramàtica francesa. Els seus pares eren actors, per això s'entén el seu talent tant precoç. La portaren a Brussel·les, on a partir de 1752 ella realitzà funcions com a infant amb la companyia del Théâtre de la Monnaie, dirigida pel seu pare. Seguidament es traslladà a Bordeus, i a continuació, Ginebra, i en algun moment de 1757 o 1758 fou presentada a Voltaire, aquest que estava impressionat pel seu talent i, pel seu entrenament teatral, la posà en les mans del gran actor Lekain. El 1759 entrà en la Comédie-Française, on interpretà rols soubrette, abans de passar al Théâtre de l'Académie Royale de Musique, on aparegué amb gran èxit com a Cleòpatra el 1762. El 1762 passà a l'Òpera, a la qual va pertànyer fins a la seva mort. De bonica, però escassa veu, sabia commoure al públic amb el seu art i sentiment dramàtic, que algunes vegades arribava fins al sublim.